# Юнікой (Теннессі)
Юнікой (англ. Unicoi) — місто (англ. town) в США, в окрузі Юнікой штату Теннессі. Населення — 3833 особи (2020).

## Географія
Юнікой розташований за координатами 36°13′18″ пн. ш. 82°19′44″ зх. д. / 36.22167° пн. ш. 82.32889° зх. д. (36.221677, -82.328985).  За даними Бюро перепису населення США в 2010 році місто мало площу 42,51 км², уся площа — суходіл.

## Демографія
Згідно з переписом 2010 року, у місті мешкали 3632 особи в 1510 домогосподарствах у складі 1086 родин. Густота населення становила 85 осіб/км².  Було 1665 помешкань (39/км²).
Расовий склад населення:
| - 95,1 % — білих - 0,4 % — чорних або афроамериканців - 0,4 % — азіатів - 0,2 % — корінних американців - 0,1 % — вихідців з тихоокеанських островів - 2,6 % — осіб інших рас |

До двох чи більше рас належало 1,2 %. Частка іспаномовних становила 4,6 % від усіх жителів.
За віковим діапазоном населення розподілялося таким чином: 20,4 % — особи молодші 18 років, 62,6 % — особи у віці 18—64 років, 17,0 % — особи у віці 65 років та старші. Медіана віку мешканця становила 44,0 року. На 100 осіб жіночої статі у місті припадало 103,9 чоловіків;  на 100 жінок у віці від 18 років та старших — 98,5 чоловіків також старших 18 років.
Середній дохід на одне домашнє господарство  становив 62 162 долари США (медіана — 38 678), а середній дохід на одну сім'ю — 75 858 доларів (медіана — 53 783). Медіана доходів становила 42 177 доларів для чоловіків та 37 602 долари для жінок. За межею бідності перебувало 18,8 % осіб, у тому числі 12,6 % дітей у віці до 18 років та 16,0 % осіб у віці 65 років та старших.
Цивільне працевлаштоване населення становило 1508 осіб. Основні галузі зайнятості: освіта, охорона здоров'я та соціальна допомога — 27,3 %, виробництво — 23,7 %, науковці, спеціалісти, менеджери — 14,1 %, сільське господарство, лісництво, риболовля — 9,7 %.